# Torbjörn Abelli
Lars Torbjörn Abelli, född 10 februari 1945 i Bromma i Stockholm, död 11 augusti 2010 i Hägersten i Stockholm, var en svensk kompositör och musiker (basgitarr). Han var sonson till skådespelaren och regissören Bror Abelli.
Abelli var med i friformbandet Träd, Gräs och Stenar fram till sin död. Han deltog också i uppsättningar med Terry Riley, Arbete och Fritid, Jan Hammarlund, Turid, Blomkraft, Elektriska linden och Art Society of Stockholm. Förutom detta var han verksam som grafiker, videoklippare, arkitekt och lärare.
Abelli avled av en borreliainfektion och är begravd på Skogskyrkogården i Stockholm.

## Filmmusik
- 1969 – Misshandlingen
- 1972 – Du gamla, du fria

### Fotnoter
1. ↑  ”Torbjörn Abelli”. Svensk Filmdatabas. http://sfi.se/sv/svensk-filmdatabas/Item/?type=PERSON&itemid=68614&ref=%2ftemplates%2fSwedishFilmSearchResult.aspx%3fid%3d1225%26epslanguage%3dsv%26searchword%3dTorbj%C3%B6rn+Abelli%26type%3dPerson%26match%3dBegin%26page%3d1%26prom%3dFalse. Läst 12 januari 2013.
2. ↑  Törnmalm, Kristoffer (23 augusti 2010). ”Rockstjärnan dog i borrelia”. Aftonbladet. http://www.aftonbladet.se/halsa/article12436947.ab. Läst 1 november 2015.
3. ↑  SvenskaGravar